# Oberguinea (Region)
Oberguinea ist eine Region, die sich über einen Großteil von Westafrika und kleine Bereiche von Zentralafrika erstreckt. Zusammen mit der Region Niederguinea bildet sie die Guinea-Region.
Oberguinea reicht vom Senegal bis nach Kamerun. Die Landschaft wird von der Oberguineaschwelle bestimmt und weist einen breiten Küstenstreifen mit tropischem Regenwald und Savannen auf. Der größte Fluss ist der Niger.

## Länder
Diese Länder liegen teils oder ganz in der afrikanischen Region Oberguinea:
- Senegal
- Gambia
- Guinea-Bissau
- Guinea
- Sierra Leone
- Liberia
- Elfenbeinküste
- Ghana
- Togo
- Benin
- Nigeria
- Kamerun

## Küsten
Die Küstenabschnitte der Oberguineaküste wurden im 15. Jahrhundert bis in das 19. Jahrhundert hinein nach den dort gehandelten Produkten benannt. Von Westen nach Osten waren dies die
- Pfefferküste (heute Liberia und Sierra Leone)
- Elfenbeinküste (heute Côte d’Ivoire)
- Goldküste (Westafrika) (heute Ghana)
- Sklavenküste (heute Togo, Benin und der Westteil Nigerias)